# 天主教皮內羅洛教區
天主教皮內羅洛教區（拉丁語：Dioecesis Pineroliensis）是天主教會在義大利的一個教區。屬都靈總教區。
教區成立於1748年12月23日。1805年被撤銷，併入薩盧佐教區。1817年7月17日恢復。
教區位於庫內奧省東南部，2006年有教友80,000人，佔轄區總人口79.8%。教區下轄六十二個堂區，有106名司鐸。現任教區主教為皮耶爾喬治·德貝納爾迪。